# Beer Perlhefter
Beer Schmuel Issachar ben Jehuda Leib ben Moses Eybeschuetz Perlhefter (* um 1650 in Prag; † nach 1713 vermutlich in Prag) war ein jüdischer Gelehrter und Rabbiner, der Johann Christoph Wagenseil im Hebräischen und der Jüdischen Literatur unterrichtete. Als einer der führenden Köpfe der sabbatianischen Bewegung in Norditalien und Schüler des Kabbalisten Abraham Rovigo († 1714) versuchte er nach dem Tod von Shabbetaj Zvi die Krise dieser messianischen Strömung zu überwinden.
Sein Vater Jehuda Loev war Rabbiner und Vorsitzender des Gerichtshauses der jüdischen Gemeinde von Teplitz. Später floh er dann wegen kriegerischen Auseinandersetzungen nach Prag, wo er Rabbiner oder Rabbinatsbeisitzer war. Dort wurde, wohl einige Jahre nach 1646, Beer Perlhefter geboren.  Bei der Heirat mit Bella Perlhefter, der Tochter eines Prager Gemeindevorstehers, die vor 1670 erfolgte, nahm Beer den innerjüdischen Namenszusatz seines Schwiegervaters an. Nach seiner Tätigkeit als Rabbinatsassesor in der aschkenasischen Gemeinde von Hamburg-Wandsbek zog er mit seiner Familie nach Mittelfranken und arbeitete bei Johann Christoph Wagenseil als Lehrer für hebräische Sprache und jüdische Literatur. Im Jahr 1676 wurde er von dem Sabbatianer Abraham Rovigo nach Modena eingeladen
und unterrichtete dort in dessen Lehrhaus. Hier wurde er zu einem der angesehenen Gelehrten Mittelitaliens. Nach sechs Jahren in Modena kehrte er wieder in die mittelfränkische Gegend zurück.